# Ruellia matagalpae
Ruellia matagalpae är en akantusväxtart som beskrevs av Gustav Lindau. Ruellia matagalpae ingår i släktet Ruellia och familjen akantusväxter. Inga underarter finns listade i Catalogue of Life.